# Osteopilus dominicensis
Osteopilus dominicensis är en groddjursart som först beskrevs av Johann Jakob von Tschudi 1838.  Osteopilus dominicensis ingår i släktet Osteopilus och familjen lövgrodor. IUCN kategoriserar arten globalt som livskraftig. Inga underarter finns listade i Catalogue of Life.